# Банасевич Максим Валерійович
Максим Валерійович Банасевич (нар. 31 січня 1995, Київ, Україна) — український футболіст, півзахисник канадського клубу «Контіненталс». Виступав за юнацькі збірні України U-17, U-19, U-20, а також за студентську збірну України.

## Біографія
У чемпіонаті ДЮФЛУ виступав за «Княжу» (Щасливе) та «Зміну-Оболонь» (Київ). У 2010—2011 роках грав за команду ДЮСШ-15 в чемпіонаті Києва. У 2012 році став гравцем клубу Прем'єр-ліги «Оболонь», за яку зіграв 6 матчів у молодіжному чемпіонаті і 5 у Другій лізі за другу команду.
У 2013 році підписав контракт з луганською «Зорею». Протягом декількох сезонів був гравцем молодіжного складу. У сезоні 2012/13 став чемпіоном України серед молодіжних команд. За основний склад дебютував 24 серпня 2014 року в матчі Кубка України проти «Кременя», який завершився з рахунком 5:0 на користь «Зорі».
У лютому 2016 року перейшов на умовах оренди в клуб Першої ліги «Десна» (Чернігів). Перший матч в складі команди зіграв 26 березня проти «Геліоса» (1:0). У другій половині сезону 2015/16 був гравцем основи, виходив на поле у всіх матчах. Грав переважно на лівому фланзі півзахисту. У наступному сезоні продовжив виступати у складі «Десни». Під час літніх зборів відзначився голом у ворота іранського «Персеполіса». 25 вересня 2016 року забив два м'ячі в матчі зі стрийською «Скалою».
У січні 2017 року розірвав контракт з «Зорею». 2 березня 2017 року підписав контракт з «Десною» строком на 3 роки. Під час весняної частини сезону довгий час не грав через травму. Вперше в 2017 році вийшов на поле 4 травня в матчі зі «Скалою» (5:2). За підсумками сезону «Десна» виграла срібні медалі Першої ліги, здобувши право на підвищення в класі.
У матчах літньо-осінньої частини сезону 2017/18 переважно виходив на заміну. Протягом серпня виступав у складі студентської збірної на Всесвітній Універсіаді. Наступний матч за «Десну» після повернення з турніру зіграв 15 вересня 2017 року проти «Сум» (3:0) — вийшовши на заміну, на наступній хвилині Банасевич відзначився голом. У матчі з «Миколаєвом» (8:1) забив м'яч протягом хвилини після появи на полі. Відігравши в цілому 170 хвилин в лізі, став найкориснішим гравцем команди по співвідношенню забитих голів до зіграного часу.
На початку 2019 року був відданий в оренду до кінця сезону в першоліговий «Колос» (Ковалівка).
17 лютого 2020 року підписав контракт з харківським «Металістом 1925».
У 2020—2021 роках грав за клуб «Діназ» (Вишгород).
З 2022 року — гравець клубу «Лівий берег» (Київ).

### Збірна
У 15-річному віці виступав за юнацьку збірну України (U-17).
У 2013—2014 роках був гравцем збірної U-19. У липні 2014 року взяв участь в трьох матчах фінального турніру юнацького чемпіонату Європи (U-19) в Угорщині. З 2014 року викликався в юнацьку збірну (U-20).

## Стиль гри
Володіє високою швидкістю і добре поставленим ударом. Сайт football.lg.ua охарактеризував його як «легкого, мобільного та технічного» гравця.

## Досягнення
- Переможець молодіжного чемпіонату України: 2012/13.
- Срібний призер Першої ліги чемпіонату України (2): 2016/17, 2018/19.
- Бронзовий призер Першої ліги чемпіонату України: 2017/18.